# 9e étape du Tour de France 2005
 (juillet 2025).
Pour un article plus général, voir Tour de France 2005.
La 9e étape du Tour de France 2005 du 10 juillet 2005 a relié la ville de Gérardmer dans les Vosges à Mulhouse en Alsace.

## L'étape

### Profil
D'une longueur de 171 km, il s'agit de la première étape de montagne de ce tour avec la montée de six cols dont notamment celle des cols du Grand Ballon et du Ballon d'Alsace (respectivement de 2e et 1re catégorie). Le final se fait sur un plat de quinze kilomètres jusqu'à Mulhouse.

### Déroulement de la course

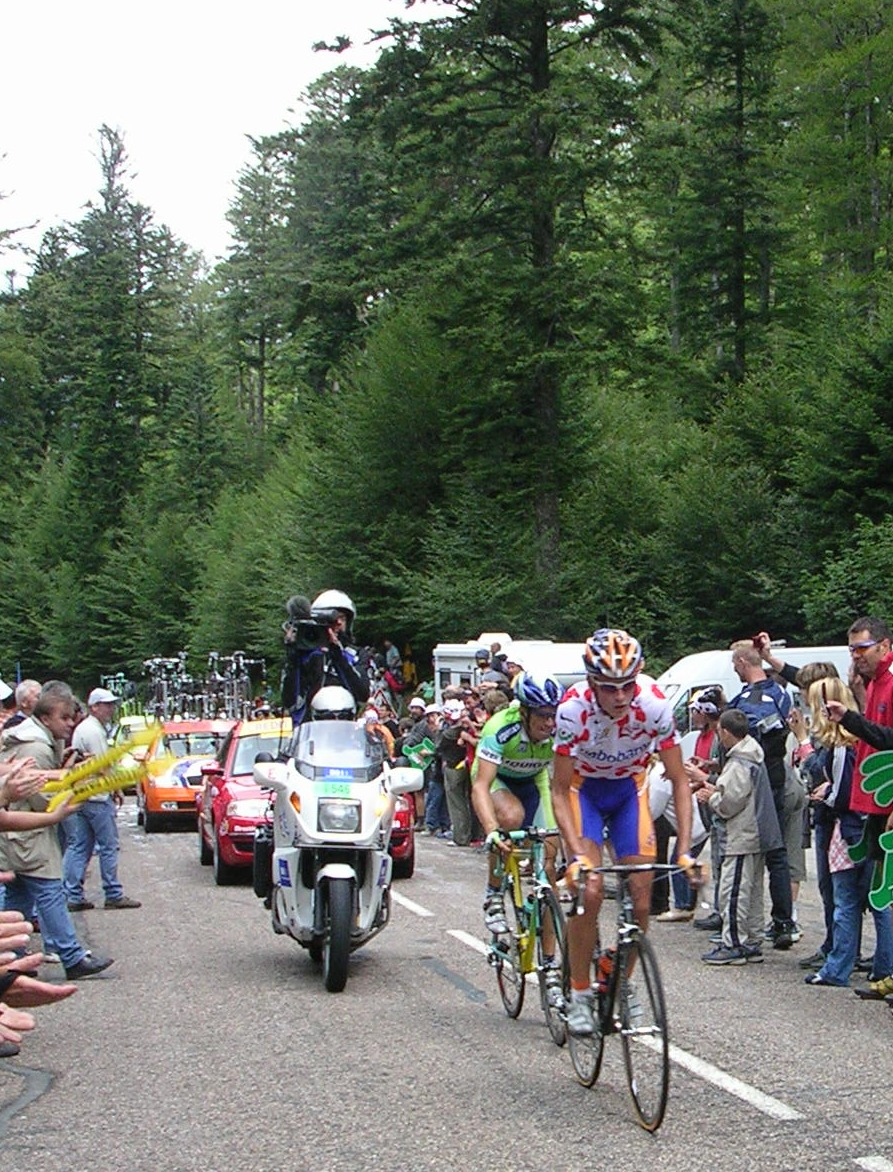
Dans le col de Bramont, Michael Rasmussen passe en tête devant Dario Cioni.

Le cycliste du jour est Michael Rasmussen qui a pris l'initiative en solitaire avec une offensive dès les premiers kilomètres au Col de Grosse Pierre. Au Ballon d'Alsace, le français Christophe Moreau et l'allemand Jens Voigt quittent le peloton à leur tour pour tenter de rattraper Rasmussen. Malgré leurs efforts communs, Moreau allant jusqu'à attendre son compagnon d'échappée lors d'un problème mécanique, Rasmussen parvient tout de même à conserver son avance et à finir l'étape en vainqueur, devançant Moreau et Voigt de 3 min. Déjà porteur du maillot à pois grâce à l'étape précédente au cours de laquelle il franchit en premier quatre des cinq cols de l'étape, il s'adjuge cette fois tous les cols de cette 9e étape, conservant ainsi le maillot à pois et creusant l'écart sur les autres prétendants. Le classement général a aussi été modifié attribuant le maillot jaune à Jens Voigt et la seconde place du général à Christophe Moreau, Lance Armstrong est relégué en 3e position à 2 min.
L'arrivée de Mulhouse conclut la première partie du Tour de France 2005, la journée du 11 juillet étant une journée de repos. Les coureurs quittent Mulhouse le soir même en avion en direction de Grenoble pour la 10e étape du mardi 12 juillet 2005.

## Résultats

### Classement de l'étape
| Classement de la 9e étape | Classement de la 9e étape | Classement de la 9e étape | Classement de la 9e étape | Classement de la 9e étape |
|                           | Coureur                   | Pays                      | Équipe                    | Temps                     |
| ------------------------- | ------------------------- | ------------------------- | ------------------------- | ------------------------- |
| 1er                       | Michael Rasmussen         | DEN                       | Rabobank                  | en 4 h 08 min 20 s        |
| 2e                        | Christophe Moreau         | FRA                       | Crédit agricole           | +3 min 04 s               |
| 3e                        | Jens Voigt                | GER                       | CSC                       | +3 min 04 s               |
| 4e                        | Stuart O'Grady            | AUS                       | Crédit agricole           | +6 min 04 s               |
| 5e                        | Philippe Gilbert          | BEL                       | La Française des jeux     | +6 min 04 s               |
| 6e                        | Anthony Geslin            | FRA                       | Bouygues Telecom          | +6 min 04 s               |
| 7e                        | Sebastian Lang            | GER                       | Gerolsteiner              | +6 min 04 s               |
| 8e                        | Laurent Brochard          | FRA                       | Bouygues Telecom          | +6 min 04 s               |
| 9e                        | Jérôme Pineau             | FRA                       | Bouygues Telecom          | +6 min 04 s               |
| 10e                       | Gerrit Glomser            | AUT                       | Lampre-Caffita            | +6 min 04 s               |
| modifier                  |                           |                           |                           |                           |

### Sprints intermédiaires

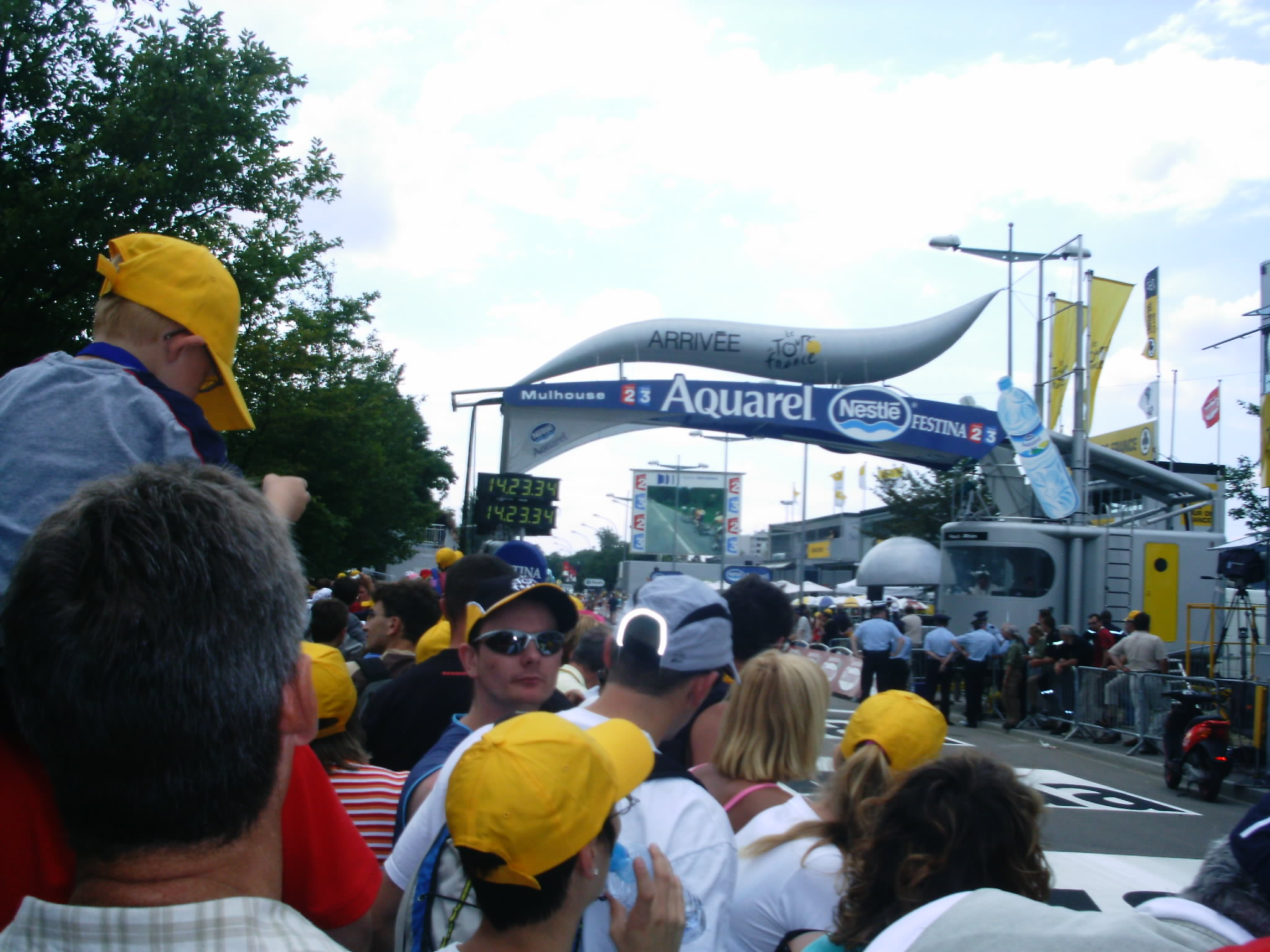
Ligne d'arrivée à Mulhouse

1er Sprint intermédiaire à Husseren-Wesserling (87,5 km)
| Premier   | Dario Cioni, 6 P. et 6 s       |
| Second    | Michael Rasmussen, 4 P. et 4 s |
| Troisième | Jens Voigt, 2 P. et 2 s        |

2e sprint intermédiaire à Oberbruck (131 km)
| Premier   | Michael Rasmussen, 6 P. et 6 s |
| Second    | Jens Voigt, 4 P. et 4 s        |
| Troisième | Christophe Moreau, 2 P. et 2 s |

3e sprint intermédiaire à Sentheim (143 km)
| Premier   | Michael Rasmussen, 6 P. et 6 s |
| Second    | Jens Voigt, 4 P. et 4 s        |
| Troisième | Christophe Moreau, 2 P. et 2 s |

### Côtes
Col de Grosse Pierre Catégorie 3 (6,5 km)
| Premier   | Michael Rasmussen, 4 P. |
| Second    | Santiago Botero, 3 P.   |
| Troisième | Michael Boogerd, 2 P.   |
| Quatrième | Stefano Garzelli, 1 P.  |

Col des Feignes Catégorie 3 (22 km)
| Premier   | Michael Rasmussen, 4 P. |
| Second    | Dario Cioni, 3 P.       |
| Troisième | Christophe Moreau, 2 P. |
| Quatrième | Xabier Zandio, 1 P.     |

Col de Bramont Catégorie 3 (32,5 km)
| Premier   | Michael Rasmussen, 4 P. |
| Second    | Dario Cioni, 3 P.       |
| Troisième | Christophe Moreau, 2 P. |
| Quatrième | Jens Voigt, 1 P.        |

Col du Grand Ballon Catégorie 2 (64 km)
| Premier   | Michael Rasmussen, 10 P. |
| Second    | Dario Cioni, 9 P.        |
| Troisième | Christophe Moreau, 8 P.  |
| Quatrième | Íñigo Landaluze, 7 P.    |
| Cinquième | Jens Voigt, 6 P.         |
| Sixième   | Alexandre Moos, 5 P.     |

Col de Bussang Catégorie 3 (98 km)
| Premier   | Michael Rasmussen, 4 P. |
| Second    | Dario Cioni, 3 P.       |
| Troisième | Christophe Moreau, 2 P. |
| Quatrième | Alexandre Moos, 1 P.    |

Col du Ballon d'Alsace Catégorie 1 (115 km)
| Premier   | Michael Rasmussen, 30 P. |
| Second    | Christophe Moreau, 26 P. |
| Troisième | Jens Voigt, 22 P.        |
| Quatrième | Ángel Vicioso, 18 P.     |
| Cinquième | Dario Cioni, 16 P.       |
| Sixième   | Alexandre Moos, 14 P.    |
| Septième  | Xabier Zandio, 12 P.     |
| Huitième  | Íñigo Landaluze, 10 P.   |

## Classements à l'issue de l'étape

### Classement général
| Classement général à l'issue de la 9e étape | Classement général à l'issue de la 9e étape | Classement général à l'issue de la 9e étape | Classement général à l'issue de la 9e étape | Classement général à l'issue de la 9e étape |
|                                             | Coureur                                     | Pays                                        | Équipe                                      | Temps                                       |
| ------------------------------------------- | ------------------------------------------- | ------------------------------------------- | ------------------------------------------- | ------------------------------------------- |
| 1er                                         | Jens Voigt                                  | GER                                         | CSC                                         | en 28 h 06 min 17 s                         |
| 2e                                          | Christophe Moreau                           | FRA                                         | Crédit agricole                             | +1 min 50 s                                 |
| 3e                                          | Lance Armstrong                             | USA                                         | Discovery Channel                           | +2 min 18 s                                 |
| 4e                                          | Michael Rasmussen                           | DEN                                         | Rabobank                                    | +2 min 43 s                                 |
| 5e                                          | Alexandre Vinokourov                        | KAZ                                         | T-Mobile                                    | +3 min 20 s                                 |
| 6e                                          | Bobby Julich                                | USA                                         | CSC                                         | +3 min 25 s                                 |
| 7e                                          | Ivan Basso                                  | ITA                                         | CSC                                         | +3 min 44 s                                 |
| 8e                                          | Jan Ullrich                                 | GER                                         | T-Mobile                                    | +3 min 54 s                                 |
| 9e                                          | Carlos Sastre                               | GER                                         | CSC                                         | +3 min 54 s                                 |
| 10e                                         | George Hincapie                             | USA                                         | Discovery Channel                           | +4 min 05 s                                 |
| modifier                                    |                                             |                                             |                                             |                                             |

### Classement par points
| Classement par points | Classement par points | Classement par points | Classement par points | Classement par points |
| --------------------- | --------------------- | --------------------- | --------------------- | --------------------- |
|                       | Coureur               | Pays                  | Équipe                | Point(s)              |
| 1er                   | Tom Boonen            | BEL                   | Quick Step            | 133 points            |
| 2e                    | Thor Hushovd          | NOR                   | Crédit agricole       | 128 pts               |
| 3e                    | Stuart O'Grady        | AUS                   | Cofidis               | 109 pts               |
| modifier              |                       |                       |                       |                       |

### Classement du meilleur grimpeur
| Classement du meilleur grimpeur | Classement du meilleur grimpeur | Classement du meilleur grimpeur | Classement du meilleur grimpeur | Classement du meilleur grimpeur |
| ------------------------------- | ------------------------------- | ------------------------------- | ------------------------------- | ------------------------------- |
|                                 | Coureur                         | Pays                            | Équipe                          | Point(s)                        |
| 1er                             | Michael Rasmussen               | DEN                             | Rabobank                        | 88 points                       |
| 2e                              | Christophe Moreau               | FRA                             | Crédit agricole                 | 40 pts                          |
| 3e                              | Jens Voigt                      | GER                             | CSC                             | 37 pts                          |
| modifier                        |                                 |                                 |                                 |                                 |

### Classement du meilleur jeune
| Classement général du meilleur jeune | Classement général du meilleur jeune | Classement général du meilleur jeune | Classement général du meilleur jeune | Classement général du meilleur jeune |
|                                      | Coureur                              | Pays                                 | Équipe                               | Temps                                |
| ------------------------------------ | ------------------------------------ | ------------------------------------ | ------------------------------------ | ------------------------------------ |
| 1er                                  | Vladimir Karpets                     | RUS                                  | Illes Balears                        | en 32 h 22 min 54 s                  |
| 2e                                   | Yaroslav Popovych                    | UKR                                  | Discovery Channel                    | +1 s                                 |
| 3e                                   | Alejandro Valverde                   | ESP                                  | Illes Balears                        | +1 min 11 s                          |
| modifier                             |                                      |                                      |                                      |                                      |

### Classement par équipes
| Classement par équipes | Classement par équipes | Classement par équipes | Classement par équipes |
|                        | Équipe                 | Pays                   | Temps                  |
| ---------------------- | ---------------------- | ---------------------- | ---------------------- |
| 1re                    | CSC                    | Danemark               | en 94 h 39 min 52 s    |
| 2e                     | Rabobank               | Pays-Bas               | + 2 min 35 s           |
| 3e                     | T-Mobile               | Allemagne              | + 4 min 50 s           |
| modifier               |                        |                        |                        |

## Abandons, exclusions
- José Ángel Gómez Marchante (Saunier Duval-Prodir) : abandon
- Igor González de Galdeano (Liberty Seguros-Würth) : abandon
- Jaan Kirsipuu (Crédit agricole) : non-partant
- Luciano Pagliarini (Liquigas-Bianchi) : non-partant
- David Zabriskie (CSC) : abandon